# Vinyamar

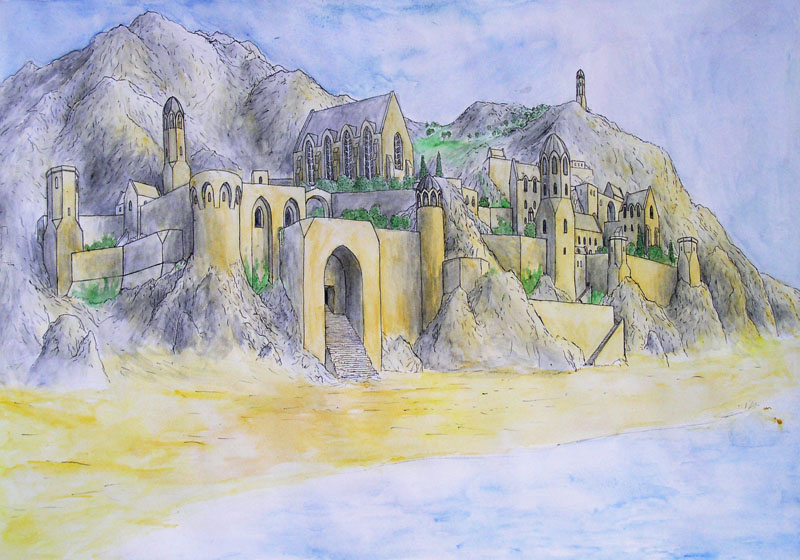
Vinyamar

Vinyamar (Engels: New Home) is een fictieve plaats uit de Silmarillion van J.R.R. Tolkien.
Vinyamar was een stad in Beleriand die werd gesticht door Turgon en zijn volgelingen nadat ze waren teruggekeerd naar Midden-aarde in het begin van de Eerste Era. De stad was het eerste bouwwerk van de Noldor sinds ze in Midden-aarde waren aangekomen. Het lag onder de berg Taras, de meest westelijke berg van Beleriand op het zuidwestelijke einde van de bergketen die in Nevrast omsloot. De bevolking bestond voornamelijk uit Noldor, maar er woonden ook Sindar. De stad was slechts een eeuw bewoond, daarna werd ze door Turgon verlaten en ging hij naar Gondolin.
Later leidde Ulmo de mens Tuor naar Vinyamar, dat toen verlaten was. Hij vond er wapens en een wapenrusting die er op bevel van Ulmo zelf waren achtergelaten toen de elfen de stad verlieten. Op bevel van Ulmo ging Tuor op zoek naar Gondolin, om er Ulmo's raad aan koning Turgon te geven. Met de hulp van een eveneens door Ulmo gestuurde elf, Voronwë, vond hij de verborgen stad en verbleef er lange tijd. Ulmo's advies om de stad op te geven werd in de wind geslagen, maar Tuor huwde er wel met de elf Idril, bij wie hij later de grote Eärendil zou verwekken.